# Materialflussanalyse
Als Materialflussanalyse bezeichnet man das Erfassen der Transportvorgänge und -abläufe, sowie Lagerungen und ungewollter Aufenthalte aller Materialien in einem Unternehmen. Ziel dieser Analyse ist es, Schwachstellen im Materialfluss zu erkennen und deren Ursachen zu erforschen. Zusätzlich ermöglicht sie die Ermittlung und Zuordnung der Materialflusskosten zu den beteiligten Bereichen. Der Materialfluss ist ein wesentlicher kosten- und zeitintensiver Faktor. Daher wird der Materialflussanalyse auch hohe strategische Wichtigkeit zugestanden.
Die grafische Darstellung von Materialflusssystemen dient der Hervorhebung und Verdeutlichung von Verhältnissen und Abläufen, um spezifische Daten und Schwachstellen aufzuzeigen und leichter beurteilen zu können.

## Grundlagen
Eine grafische Darstellung bietet den Vorteil einer besseren Übersichtlichkeit und gewährleistet ein schnelles Aufnehmen des Wesentlichen.
Die wichtigsten Elemente der Darstellung sind:
- Interne Mengenstellen: z. B. Lager, Bearbeitungsstellen, Fertigungsbereiche, Produktionsanlagen etc.
- Externe Mengenstellen: z. B. Lieferanten, Lohnfertiger, Kunden, Entsorger
- Materialflüsse: regelmäßige Materialbewegungen von einer Materialstelle zu einer anderen
- Systemgrenze: legt betrachteten Grenzbereich fest und trennt interne Materialstellen von externen ab.

In einer Darstellung kann zwischen einem qualitativen und einem quantitativen Materialfluss unterschieden werden.
- Bei der Darstellung des qualitativen Materialflusses geht man von den Arbeitsplänen aus und stellt nur Transportbeziehungen dar, jedoch keine Mengen. Diese reduzierte Form der Darstellung wird besonders bei stark verzweigten Transportbeziehungen angewendet, da sie die Übersichtlichkeit fördert.
- Bei der Darstellung des quantitativen Materialflusses wird der qualitative Materialfluss durch Produktionsmengen ergänzt.

## Datenerhebung

Von-Nach-Matrix: bewegte Mengen zwischen fünf Materialstellen eines Betriebes

Bevor eine aussagekräftige Graphik erstellt werden kann, müssen Daten über am Materialfluss beteiligtes Personal, Material, Fläche und Transport- und Lagermittel erhoben werden.
Mit Hilfe von mathematischen Darstellungsmethoden können die generierten Informationen veranschaulicht werden. Beispiele sind Zuordnungstabellen, Von-Nach-Matrizen (siehe unten), Erhebungsbögen, Fragelisten, VDI-Materialflussbögen, Bewertungsmatrizen und auch Gewichtungsmatrizen.
Bei der Von-Nach-Matrix werden den Materialstellen bewegte Mengen, Kosten, Zeitspannen etc. zugeordnet, die durch die Datenerhebung gewonnen wurden.
Aber auch grafische Darstellungsmethoden, insbesondere Diagramme, dienen der Visualisierung der gewonnenen Daten: z. B. Balkendiagramm, Säulendiagramm, Stabdiagramm, Kreisdiagramm, Liniendiagramm, Kurvendiagramm. Die hier aufgezählten Diagramme werden angewendet, um Strukturen in den Materialarten, Klassifizierungen, Verhältnisse von Anteilen oder teilweise auch Abhängigkeiten zwischen den Materialien aufzuzeigen.
Ein weiteres Beispiel ist das Histogramm, womit insbesondere Häufigkeiten gut dargestellt werden können. Auch das Sankey-Diagramm kann genutzt werden, um Materialströme nach Mengen zu verdeutlichen.

## Varianten

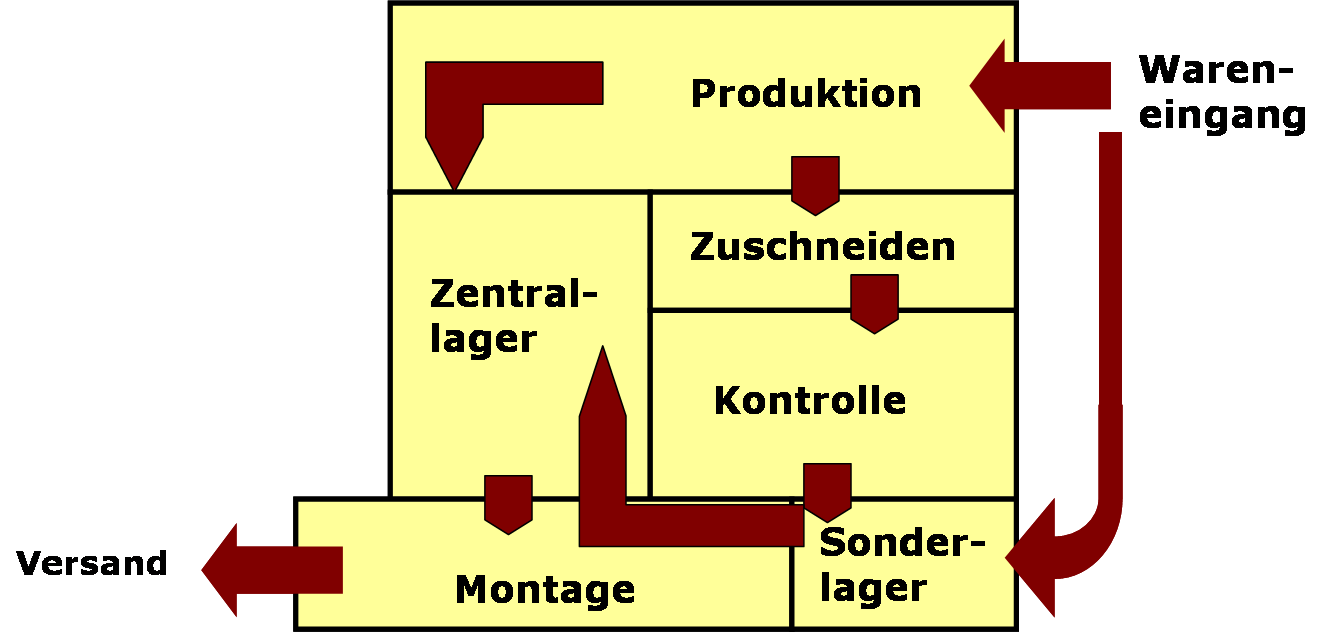
Qualitativer Materialfluss in einem Groblayout

Um den Bewegungsablauf des Materialflusses darzustellen, werden Methoden benötigt, die zeitliche Abhängigkeiten (Nacheinander, Parallelität oder Unabhängigkeit), kausale Zusammenhänge, Richtungen, Verkettungen, Verzweigungen von Beziehungen etc. veranschaulichen können. Eine Möglichkeit ist, den Ablauf mit Hilfe eines Flussdiagramms darzustellen, wie zum Beispiel dem Sankey-Diagramm.
Im Sankey-Diagramm werden Beziehungen zwischen den Betriebsmitteln und gleichzeitig auch deren Richtungen durch Pfeile abgebildet. Da der Sankey-Plan quantitative Materialflüsse darstellt, wird auch deren Intensität (Produktionsmengen) über die Breite der Pfeile ersichtlich. Durch die gesteigerte Komplexität der Darstellungsart ist sie bei sehr verzweigten Beziehungen und auch bei großer Anzahl an Materialflüssen unbrauchbar. In der Regel wird ein Sankey-Plan nur für Hauptmaterialflüsse (nur relativ regelmäßige und für das Unternehmen relevante Materialflüsse) erstellt. Die Abbildung rechts zeigt den Sachverhalt der oben beschriebenen Von-Nach-Matrix anhand eines Sankey-Plans.
Weitere Varianten sind: Balkenplan, Materialflussablaufplan, Arbeitsablaufplan, Funktionsplan und Blockschema. Gerichtete Materialflüsse, wie sie bei der Produktion von technischen Erzeugnissen (z. B. in der Automobilindustrie) vorherrschen, können auch mit Hilfe von Booleschen Intervallen (s. a. Boolesche Algebra) beschrieben werden. In Verbindung mit Stücklisten können sie zur Planung und Steuerung der Materialflüsse in komplexen Produktionsketten und im Supply-Chain-Management verwendet werden.
Oft erfolgt die Darstellung qualitativer oder quantitativer Materialflüsse auch schon direkt im (Grob-)Layout. Diese Methodik zählt zu den zweidimensionalen Zeichnungen und ermöglicht es grundsätzliche Probleme im Flusssystem schon früh zu erkennen. Auch hier werden nur die Hauptmaterialflüsse dargestellt.

## Ablauf der Materialflussanalyse
Eine Materialflussanalyse besteht normalerweise aus vier Phasen:
- Festlegung des Ziels
- Erhebung von relevanten Daten
- Auswertung von Daten und Visualisierung der Materialflüsse
- Identifizierung von Verbesserungspotenzialen

In der Zieldefinition-Phase werden die Ziele der Materialflussanalyse definiert und der Betrachtungsbereich fokussiert. Im nächsten Schritt erfolgt die Erhebung relevanter Daten. Dazu können die Daten aus dem ERP-System, ME-Systemen, BDE-Systemen, Arbeitsplänen, Trackingsystemen oder aus den Befragungen der Unternehmensmitarbeiter verwendet werden. Anschließend wird eine Datenauswertung vorgenommen. Sie beinhaltet eine Visualisierung des Materialflusses, indem die erfassten Daten mithilfe von Materialflussmatrizen oder Sankey-Diagrammen grafisch dargestellt werden. Der festgestellte Ist-Zustand kann zur Berechnung von Transportkosten im Unternehmen, die sich aus den verschiedenen Materialflüssen ergeben eingesetzt werden. Auf dieser Grundlage können Verbesserungspotenziale zur Optimierung des Materialflusses ermittelt werden. Sie äußern sich in der Entwicklung von Veränderungsmaßnahmen für Bereiche mit hohen Transportaufwänden wie beispielsweise der Anpassungen der Transportlose.